# Мамметгельдыев, Агагельды Мамметгельдыевич
Агагельды Мамметгельдыевич Мамметгельдыев (туркм.  Agageldy Mämmetgeldiýewiç Mämmetgeldiýew) (род. 10 сентября 1946, село Ялавач Ашхабадской области, Туркменская ССР) — военный деятель Туркменистана, генерал армии.

## Биография
Туркмен. С 1963 года работал в крестьянском хозяйстве. С 1964 года учился в Туркменском государственном медицинском институте. В 1968 году перевёлся в Саратовский медицинский институт, который окончил в 1970 году.

## Служба в СССР
В Советской Армии с 1970 года. Служил врачом — начальником медпункта отдельного автомобильного батальона Краснознамённого Туркестанского военного округа. С 1974 года — начальник медпункта воинской части, затем начальник медицинской службы зенитно-ракетной бригады Группы советских войск в Германии. С 1979 года вновь служил в Туркестанском военном округе: начальник военного санатория в Арчабиле, с 1983 года — ординатор, затем старший ординатор инфекционного отделения окружного военного госпиталя в Ашхабаде. С 1988 года был преподавателем, с 1990 года — старшим преподавателем военной кафедры туркменского Государственного медицинского института. Подполковник медицинской службы.

## Служба в Туркменистане
С 1992 года служил в армии Туркменистана, назначен начальником военного санатория в поселке Фирюза в Ашхабадской области. Там же находилась загородная резиденция президента Туркменистана С. Ниязова, который оценил заботливость военного врача и обеспечил ему карьеру.
В 1994 году А. Мамметгельдыев назначен заместителем министра обороны Туркменистана, а по тылу — начальник Главного управления тыла и снабжения Вооружённых сил. Генерал-майор. С марта 2002 года — начальник Государственной пограничной службы — командующий пограничными войсками Туркменистана. В 2003 году из генерал-майоров произведён в генерал-полковники, минуя звание генерал-лейтенанта. С сентября 2003 года — министр обороны Туркменистана и одновременно с декабря того же года — ректор Военного института Туркменистана. Воинское звание генерал армии Туркменистана присвоено 24 октября 2004 года. Одновременно являлся секретарём Государственного совета безопасности Туркменистана.
В последние годы жизни президента Туркменистана С. Ниязова являлся одним из наиболее приближённых к нему лиц. Безоговорочно поддерживал все начинания Туркменбаши и сам отмечался выдвижением новых идей в русле политики последнего. Например, Мамметгельдыев предложил использовать туркменских солдат для работ по выращиванию хлопка. Кроме того, провёл перевод армии на самообеспечение: отказавшись от «бессмысленной муштры в казармах», солдат в обязательном порядке стали обучать гражданским профессиям — например, выращивать пшеницу или разводить скот.
После внезапной кончины С. Ниязова 21 декабря 2006 года, по мнению многих наблюдателей, именно А. Мамметгельдыев был одним из главных исполнителей заговора с целью назначения на пост президента Г. Бердымухамедова. Стал таким же верным сторонником нового руководителя и благодаря этому ещё на два года сохранил за собой пост Министра обороны и все прочие занимаемые должности. В январе 2009 года снят с поста министра и уволен в отставку «в связи с выходом на пенсию по состоянию здоровья». Живёт в Ашхабаде.
Награждён орденом «Туркменбаши» (сентябрь 2006), медалями СССР и Туркменистана.